# Blattula discors
Blattula discors  (лат.) — ископаемый вид тараканов рода Blattula из вымершего семейства Blattulidae. Меловой период (барремский ярус, 129—125 млн лет). Россия: Забайкальский край (Чита, Черновские Копи, 52,0° N, 113,2° E). Размер надкрылий 9,5×3,09 мм. Переднее крыло субэллиптическое. Радиальная жилка с 6—7 частично дихотомичесики ветвями.
Вид был впервые описан по отпечаткам в 2014 году словацким энтомологом П. Барной (Peter Barna; Geological Institute, Slovak Academy of Sciences, Братислава, Словакия) вместе с Rhipidoblattina lacunata, Rhipidoblattina lacunata, Mongolblatta sanguinea, Rhipidoblatta grandis и другими новыми ископаемыми видами.